# Чемпионат Европы по футболу среди женщин 1995
Чемпионат Европы по футболу среди женщин 1995 года, или «Евро-1995», — 6-й женский чемпионат Европы по футболу, футбольный турнир для европейских стран, проводимый в период с 1993 по 1995 годы (с отборочного раунда) под эгидой УЕФА. Финальная игра проходила в Германии. Чемпионский титул в 3-й раз завоевала сборная Германии, обыгравшая в финале сборную Швеции со счётом 3-2.

## Формат
В отборочном раунде 29 команд были разделены на 8 групп (некоторые из 3-х, некоторые из 4-х команд) и победитель каждой группы квалифицировался в четвертьфинал соревнований. Тогда, и до финала, команды (4 пары) играли навылет (плей-офф) по 2 игры (на полях обеих сборных, т.е каждая из команд играла на своём (в своей стране) и чужом (в стране соперника) поле). В финале была только одна игра, её победитель был объявлен чемпионом.

## Квалификация
См.: Чемпионат Европы по футболу среди женщин 1995 (отборочный турнир)

## Результаты

### Полуфинал

#### Первые матчи
| Англия         | 1—4 | Германия                                                              |
| -------------- | --- | --------------------------------------------------------------------- |
| Карен Фарли 7′ |     | Хайди Мор 32′, 80′ · Патрисия Брокер 68′ · Беттина Вигманн 87′ (пен.) |

| Норвегия                                                            | 4—3 | Швеция                                                       |
| ------------------------------------------------------------------- | --- | ------------------------------------------------------------ |
| Анн Кристин Орёнес 44′, 64′ · Кристин Сандберг 60′ · Анита Воге 89′ |     | Ульрика Кальте 15′ · Аннели Анделен 55′ · Хелен Юханссон 61′ |

#### Ответные матчи
| Германия                                   | 2—1 | Англия         |
| ------------------------------------------ | --- | -------------- |
| Луиза Уоллер 34′ (авт.) · Биргит Принц 79′ |     | Карен Фарли 1′ |

Германия выиграла по сумме 2 матчей 6:2.
| Швеция                                            | 4—1 | Норвегия          |
| ------------------------------------------------- | --- | ----------------- |
| Ульрика Кальте 53′ · Лена Видекулль 59′, 61′, 76′ |     | Линда Медален 28′ |

Швеция выиграла по сумме 2 матчей 7:5.

### Финал
| Германия                                                   | 3–2 | Швеция                                  |
| ---------------------------------------------------------- | --- | --------------------------------------- |
| Марен Майнерт 33′ · Биргит Принц 64′ · Беттина Вигманн 85′ |     | Малин Андерссон 6′ · Аннели Анделен 89′ |

## Бомбардиры
3 гола
- Lena Videkull

2 гола
| - Karen Farley - Heidi Mohr - Биргит Принц | - Bettina Wiegmann - Анн Кристин Орёнес | - Anneli Andelén - Ulrika Kalte |

1 гол
| - Patricia Brocker - Linda Medalen | - Kristin Sandberg - Anita Waage | - Malin Andersson - Helen Johansson |

Автогол
- Louise Waller (в матче против Германии)